# Grande Armée
Grande Armée, česky Velká armáda byla pozemní císařská armáda Napoleona Bonaparte během napoleonských válek. V letech 1804–1809 tato armáda vyhrála několik důležitých bitev, které umožnily napoleonské Francii získat kontrolu nad většinou Evropy. Byla to jedna z největších armád vůbec. Po francouzském tažení do Ruska však utrpěla velké ztráty, ze kterých se již nikdy nevzpamatovala.

## Historie
Grande Armée vznikla v roce 1804, a to z L'Armée des côtes de l'Océan, což byla armáda 100 000 vojáků, která měla být využita v rámci plánované, ale neuskutečněné invaze do Británie. Napoleon následně síly rozmístil tak, aby zabránil možným hrozbám Rakouského císařství a Ruského impéria.
Na svém začátku čítala Velká armáda jen pět sborů. Následně byla přesunuta přes Rýn do jižní části Německa, což vedlo k Napoleonovým vítězstvím u Ulmu a u Slavkova. V Evropě naverbovala jednotky z okupovaných a spojeneckých národů a před francouzským tažením do Ruska v červnu 1812 tak čítala až 685 000 mužů.
Pomalu pochodovala na východ a po dobytí Smolensku a bitvě u Borodina došla 14. září 1812 do Moskvy. Byla však již oslabena ruskou armádou, nemocemi, dezercí a špatnými komunikačními linkami a po měsíci v Moskvě byla nucena pochodovat zpět na západ. Nejenom že její příslušníci začali trpět chladem, hladem a nemocemi; armáda byla také napadána kozáky a ruskými partyzány. Nakonec po několika dalších bitvách (bitva na Berezině aj.) opustila armáda Ruské impérium značně oslabena, podle Adama Zamoyskiho jen s 120 000 vojáky. Při prohraném tažení zemřelo celkem až 400 000 vojáků Velké armády.
Kromě své velikosti a složení byla Velká armáda známá svými inovativními formacemi, taktikou, logistikou a komunikací. Na rozdíl od většiny ozbrojených sil v té době také fungovala na meritokratickém základě.
Později nebyla dřívější velikost Velké armády nikdy obnovena. Zanikla s koncem napoleonských válek.